# Kalskie Łąki
Kalskie Łąki (deutsch Kehlerwiese) ist ein kleiner Ort in der polnischen Woiwodschaft Ermland-Masuren. Er bildet einen Wohnplatz der Ortschaft Harsz („przysiółek wsi Harsz“, deutsch Haarszen, 1936 bis 1945 Haarschen) in der Landgemeinde Pozezdrze (Possessern, 1938 bis 1945 Großgarten) im Powiat Węgorzewski (Kreis Angerburg).
Kalskie Łąki liegt im Nordosten der Woiwodschaft Ermland-Masuren zwischen dem Jezioro Harsz (Harschen See) und dem Jezioro Święcajty (Schwenzaitsee), sechs Kilometer südöstlich der Kreisstadt Węgorzewo (Angerburg).

## Geschichte
Im Jahr 1898 wurde Kehlerwiesen, nach 1912 Kehlerwiese genannt, das erste Mal erwähnt und bestand damals aus ein paar kleinen Gehöften. Bis 1945 gehörte es zur Gemeinde Kehlen (polnisch Kal), die ihrerseits dem Kreis Angerburg im Regierungsbezirk Gumbinnen der preußischen Provinz Ostpreußen zugeordnet war.
Im Jahr 1905 zählte Kehlerwiese 28 Einwohner.
Seit 1945 ist der dann „Kalskie Łąki“ genannte Wohnplatz in die Ortschaft Harsz und in deren Schulzenamt (polnisch sołectwo) innerhalb der Landgemeinde Pozezdrze im Powiat Węgorzewski eingegliedert.

## Religionen
Kirchlich war Kehlerwiese bis 1945 in die evangelische Kirche Possessern bzw. in die katholische Kirche St. Bruno in Lötzen (polnisch Giżycko) eingepfarrt, während Kalskie Łąki jetzt zur katholischen Pfarrei Pozezdrze bzw. zur evangelischen Pfarrei in Giżycko gehörte, die eine Predigtstelle in Prozezdrze unterhält.

## Verkehr
Kalskie Łąki liegt abseits vom Verkehrsgeschehen an einem Landweg, der es mit Okowizna (Numeiten) über Róg (Roggen) verbindet. Eine Bahnanbindung existiert nicht.